# Барут/Марк
Барут/Марк (на немски: Baruth/Mark) е град в Бранденбург, Германия, с 4160 жители (31 декември 2014). Намира се на 40 км от южната граница на град Берлин.
За пръв път е споменат в документ през 1234 г. През 1615 г. е самостоятелното графство Золмс-Барут.
- Дворец Барут ок. 1860
- Градската църква Св. Себастиан